# Spânzurătoare

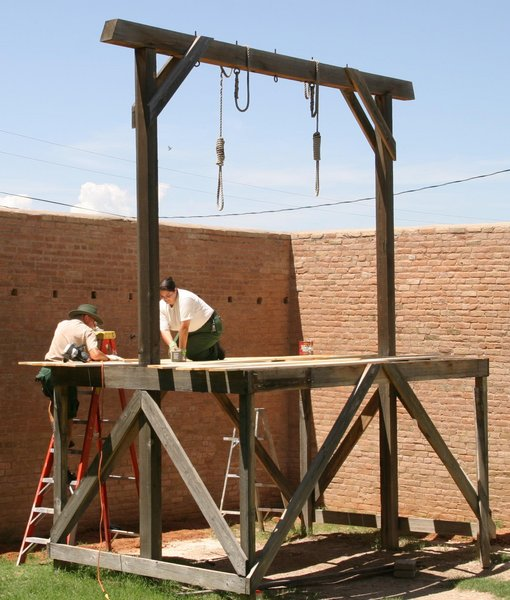
Spânzurătoare în formă de П în Tombstone Courthouse State Historic Park din statul Arizona

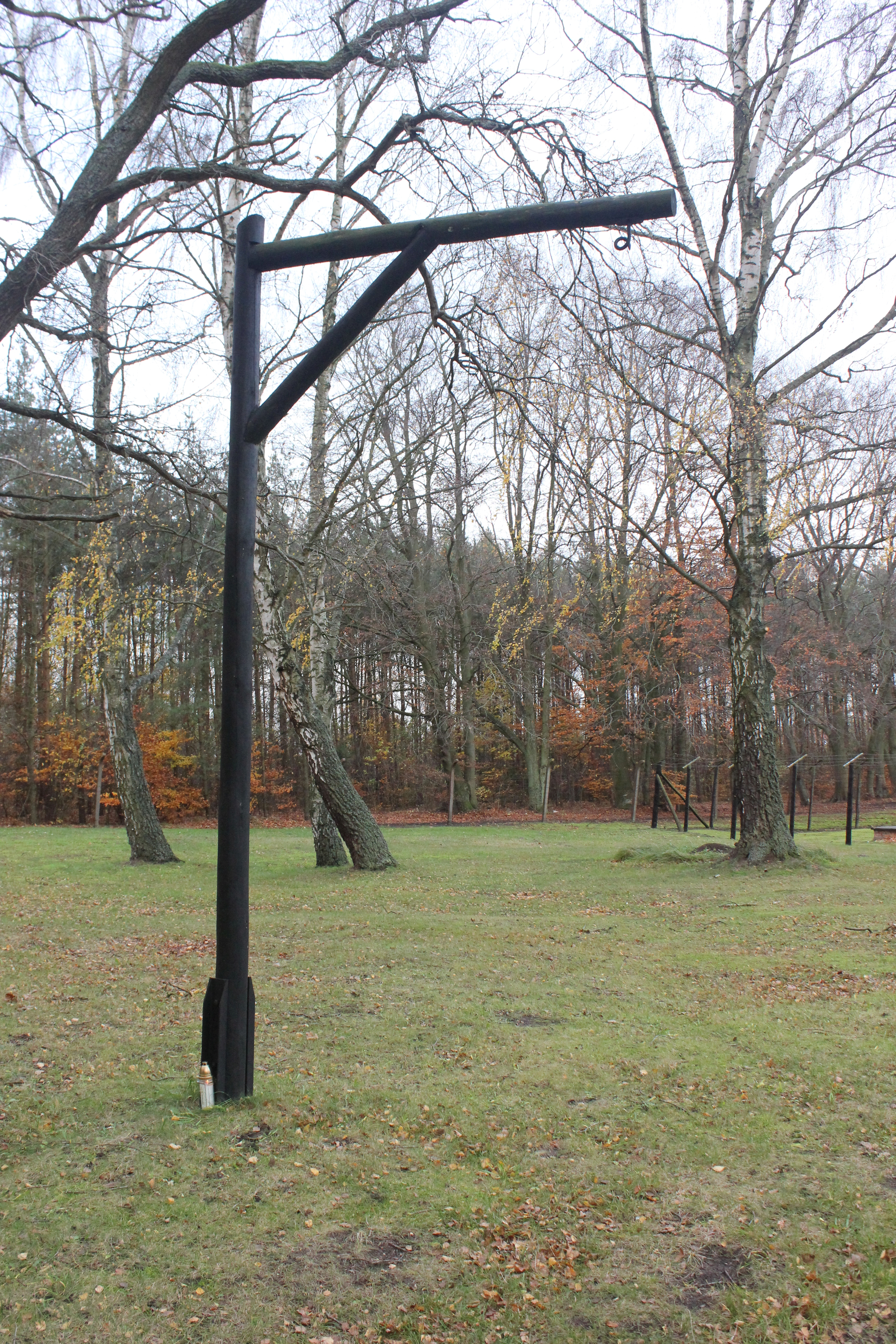
Spânzurătoare în formă de Г într-un lagăr de concentrare nazist din Polonia

O spânzurătoare este un dispozitiv confecționat de obicei din lemn pentru executarea pedepsei cu moartea prin spânzurare. 

## Forme
Spânzurătoarea este formată de obicei dintr-un stâlp (sau doi), având deasupra o grindă de care se atârnă o funie prevăzută cu un laț în care este introdus capul condamnatului la moarte. Există mai multe forme: în formă de Г (litera chirilică G, glagol), în formă de T (ca o cârjă) și, cel mai frecvent, în formă de П (litera chirilică P, pocoi).

## Practicarea spânzurării

### În trecut
În Anglia cadavrele persoanelor spânzurate au fost predate pentru autopsie și s-a dovedit că moartea prin fracturarea vertebrelor cervicale survine aproape instantaneu, în timp ce moartea prin asfixie are loc abia după câteva minute și este mai dureroasă. Prin urmare, începând de la sfârșitul secolului al XVIII-lea, din „considerații umane”, în Anglia s-au folosit doar spânzurători cu o cădere lungă, suficientă pentru producerea unei fracturi vertebrale, în loc de spînzurătorile existente anterior cu o cădere scurtă.
Spânzurătoarea era folosită uneori ca un instrument de tortură (de exemplu, atunci când persoana torturată era spânzurat de picioare, cu capul în jos, sau era strangulată până aproape de moarte). În cazul linșajului se folosea foarte rar spânzurătoarea, deoarece cei condamnați la moarte de o mulțime furioasă erau atârnați de stâlpi sau de crengile copacilor.

### În prezent
În unele țări, spânzurarea continuă să fie o metodă de executare a condamnaților la moarte. De exemplu, se mai practică execuții publice prin spânzurare în Iran, unde persoanele condamnate la moarte sunt atârnate de brațele ridicate ale macaralelor de pe camioane. Una dintre cele mai faimoase spânzurări a fost executarea lui Saddam Hussein, care a avut loc pe 30 decembrie 2006, între orele 2:30-3:00 UTC, în urma pronunțării de către tribunal a condamnării sale la moarte pentru uciderea a 148 de șiiți.
În Statele Unite ale Americii numai în statul New Hampshire mai există în prezent varianta executării pedepsei cu moartea prin spânzurare. Statul Washington a abolit pedeapsa cu moartea în octombrie 2018, astfel încât doar New Hampshire a rămas singura jurisdicție a SUA în care tribunalele pot decide condamnarea la moarte prin spânzurare (ultima dată când a avut loc acolo o execuție prin spânzurare a fost în anul 1938, aceasta a fost, de fapt, ultima execuție efectuată în acest stat până în anul 2018). În New Hampshire există, de asemenea, posibilitatea executării condamnatului la moarte prin injecție letală, dar acest mod de execuție nu a fost pus în practică niciodată; ultima execuție care a avut loc în acest stat a fost în anul 1938, iar ultima condamnare la moarte a fost pronunțată în 1976, fără a fi pusă însă în aplicare. Începând din 1976 cinci persoane au fost executate în statul Washington, dintre care două au fost spânzurate, iar restul au fost executate prin injecție letală. Ultima dată când s-a folosit executarea prin spânzurare în statul Washington a fost în 1994. Prin urmare, ultima persoană spânzurată în SUA până în prezent este Billy Bailey care a fost condamnat la moarte pentru o crimă dublă și executat în 1996 în statul Delaware. Pedeapsa cu moartea a fost abolită în statul Delaware în 2016.